# 柏特歷·麥保馬
帕特里克·姆博马（Henri Patrick Mboma Dem，1970年11月15日—），是喀麦隆的職業足球員，司職前鋒。
他在1993年展開職業生涯，效力過多支亞歐球隊，2005年5月16日掛靴。
1995年開始代表國家隊，總共為國家隊上陣56場，射入33球之多，其間出席過1998年世界盃及2002年世界盃，更曾奪得2000年悉尼奧運足球項目金牌、2000年非洲國家盃及2002年非洲國家盃冠軍，個人奪得2000年非洲足球先生。

## 榮譽

### 個人
- 非洲足球先生：2000
- BBC非洲足球先生（英语：BBC African Footballer of the Year）：2000
- 非洲國家盃神射手：2002
- J. League神射手：1997
- J. League最佳十一人：1997

### 国家队
- 喀麦隆奥运代表队
  - 奧運会金牌：2000
- 喀麦隆国家足球队
  - 非洲國家杯：2000，2002

## 連結
- National Football Teams （页面存档备份，存于）